# Парламентарни избори у Грчкој 2019.
Парламентарни избори у Грчкој 2019. су одржани 7. јула. Свих 300 места у Хеленском парламенту је било у игри.
Прелиминарни резултати су показали да је либерално конзервативна странка десног центра Нова демократија је освојила 158 посланичких мандата, што је била апсолутна већина, и скоро дупло више посланичких мадата него у претходном сазиву. Такође су освојили скоро 40% изашлих бирача.
Ово су били први избори на националном новоу у Грчкој, а трећи укупно, од када је доња граница за гласање спуштена на 17, и од када је број изборних јединица у Грчкој повећан са 56 на 59. Атина 2, највећа јединица је имала 44 посланичка мандата пре реформи из 2018, да би сада била разбијена на више мањих јединица, од којих највећа има 18 посланичких мандата.
Након пораза на изборима за Европски парламент 2019, и локалним изборима те године, Председник Владе Алексис Ципрас је 26. маја најавио да ће по завршетку другог круга локалних избора, у најскоријем року бити одржани ванредни парламентарни избори.